# Ivar Eriksson
Ivar Eriksson (ur. 25 grudnia 1909, zm. 12 kwietnia 1997) – szwedzki piłkarz, grający na pozycji obrońcy.

## Kariera klubowa
Całą karierę piłkarską Ivar Eriksson występował w Sandvikens IF. Z Sandvikens zajął najwyższe w jego historii trzecie miejsce w Allsvenskan w 1936.

## Kariera reprezentacyjna
W reprezentacji Szwecji Eriksson zadebiutował 21 listopada 1937 w przegranym 0-5 meczu eliminacji mistrzostw świata z Niemcami.
W 1938 József Nagy, ówczesny selekcjoner reprezentacji Szwecji powołał Erikssona na mistrzostwa świata. Na mundialu we Francji wystąpił w trzech meczach: ćwierćfinale z Kubą, półfinale z Węgrami i meczu o trzecie miejsce z Brazylią, który był jego ostatnim występem w reprezentacji. W latach 1937–1938 wystąpił w reprezentacji w 4 meczach.
| Mecze i gole w reprezentacji | Mecze i gole w reprezentacji | Mecze i gole w reprezentacji | Mecze i gole w reprezentacji | Mecze i gole w reprezentacji | Mecze i gole w reprezentacji | Mecze i gole w reprezentacji |
| #                            | Data                         | Miasto                       | Przeciwnik                   | Gol                          | Wynik                        |                              |
| ---------------------------- | ---------------------------- | ---------------------------- | ---------------------------- | ---------------------------- | ---------------------------- | ---------------------------- |
| 1.                           | 21.11.1937                   | Hamburg                      | III Rzesza                   |                              | 0:5                          | el. MŚ 1938                  |
| 2.                           | 12.06.1938                   | Antibes                      | Kuba                         |                              | 8:0                          | MŚ 1938                      |
| 3.                           | 16.06.1938                   | Paryż                        | Węgry                        |                              | 1:5                          | MŚ 1938                      |
| 4.                           | 19.06.1938                   | Bordeaux                     | Brazylia                     |                              | 2:4                          | MŚ 1938                      |